# Франц (герцог Текський)
Франц Пауль Людвіг Олександр, герцог Текський (нім. Herzog Franz Paul Karl Ludwig Alexander von Teck; 28 серпня 1837, Осієк, Австрійська імперія — 21 січня 1900, Уайт-Лодж, Річмонд-парк, Велика Британія) — представник морганатичної гілки вюртемберзького дому, член британської королівської сім'ї, батько королеви Марії Текської.

## Походження
Франц Пауль Людвіг Олександр був старшою дитиною і єдиним сином принца Олександра Пауля Людвіга Костянтина Вюртемберзького (генерала австрійської армії) і його дружини, угорської графині Клаудіни Редеї фон Кіш-Реде. Шлюб його батьків був морганатичним, тому принц Олександр і все його потомство не мало прав на корону Вюртемберга. Франц з моменту народження носив титул граф Гогенштейн, подарований його матері австрійським імператором Фердинандом I. у нього було дві сестри, Клаудіна (1836-1894) і Амелія (1838-1893; дружина графа Пауля фон Хюгеля). Мати Франца в 1841 році загинула в результаті нещасного випадку.

## Біографія
У 1863 році Франц отримав від короля Вюртемберзького титул князь фон Тек; з 1871 року він був герцогом Текським. Незважаючи на наявність гучного титулу, він не дорівнював за положенням більшості європейських принців і відповідно мав мало шансів на шлюб з представницею будь-якого правлячого дому. Але принц Уельський Едуард познайомив Франца зі своєю кузиною Марією Аделаїдою Кембриджською, онукою по батькові короля Великої Британії Георга III. Ця принцеса через свою надмірну повноту до 30 років не вийшла заміж, а тому її двоюрідна сестра королева Вікторія погодилася видати її за князя Текського.
Шлюб був укладений 12 червня 1866 року в церкві святої Анни в Кью. Подружжя оселилося в Кенсінгтонському палаці, а в 1870 році переселилися в особняк в Річмонд-парку. Основним фінансовим джерелом для них були виплати Марії Аделаїді від королеви Вікторії (5 тисяч фунтів стерлінгів на рік) і від матері (ще 4 тисячі фунтів). Цих грошей завжди не вистачало, оскільки герцог і герцогиня жили на широку ногу: купували дорогий одяг, відпочивали за кордоном, влаштовували звані прийоми для аристократії. Вони влізли в борги і в 1883 році були змушені виїхати за кордон під ім'ям графа і графині фон Хоенштайн. У 1885 році вони повернулися до Великої Британії. Марія Аделаїда попросила королеву дати чоловікові титулування Королівську Високість, але та відмовила, обмежившись наданням на честь 50-річчя свого правління титулу Високість.
Фінансове становище герцога Франца покращилося в 1891 році, коли його дочка стала дружиною онука Вікторії Джорджа, герцога Йоркського (згодом короля Георга V). У 1897 році померла Марія Аделаїда, і після цього герцог Текський жив усамітнено, не беручи участі в офіційних заходах. Він помер 21 квітня 1900 року в своєму особняку в Річмонд-парку. Втім, ходили чутки, ніби помер він в одному з публічних будинків Відня і ніби його тіло було таємно привезено до Лондона для похорону в Королівській усипальниці.

## Сім'я і діти
У Франца Текського було четверо дітей:
- принцеса Вікторія Марія Августа Луїза Ольга Пауліна Клодіна Агнеса (26.05.1867 — 24.03.1953) — дружина Георга V, короля Великої Британії та Ірландії, імператора Індії, мали шістьох дітей, серед яких королі Едуард VIII і Георг VI, бабуся королеви Єлизавети II;
- принц Адольф Чарльз Олександр Альберт Едвард Георг Філіп Луї Ладіслаус (13.08.1868-23.10.1927) — герцог Текський. У 1917 році він відмовився від німецьких титулів, прийняв прізвище Кембридж, від короля Георга V йому були подаровані титули Маркіза Кембриджського, графа Елтема і віконта Нортхаллертонського. Був одружений з леді Маргарет Гросвенор, дочкою 1-го герцога Вестмінстерського, мав чотирьох дітей;
- принц Франциск Йосип Леопольд Фредерік (09.01.1870-22.10.1910) — принц Текський, одружений не був, нащадків не залишив;
- принц Олександр Август Фредерік Вільгельм Альфред Георг (14.04.1874-16.01.1957)-Британський воєначальник, генерал-майор, генерал-губернатор Південно-Африканського Союзу в 1924—1931 роках, генерал-губернатор Канади в 1940—1946 роках, в 1917 році відмовився від німецьких титулів і прийняв прізвище Кембридж, від короля Георга V йому був наданий титул графа Атлон. Був одружений з принцесою Алісою Марією Вікторією Августою Поліною, дочкою принца Леопольда, герцога Олбані, і принцеси Олени Вальдек-Пірмонтської, внучкою королеви Вікторії. Мали двох синів і доньку.